# Inkey-kápolna
Az Inkey-kápolna barokk stílusban épült sírkápolna Nagykanizsán. Inkey Boldizsár megbízásából épült 1768-ban. A négykaréjos alaprajzú kápolna körül egykoron kálvária volt. Padlója alatt van az Inkey család kriptája. Fából faragott, szintén barokk stílusú, művészi értékű Krisztus korpusza a nagykanizsai Thury György Múzeumban, míg az előtte állt urna a nagykanizsai Medgyaszay-ház előtti Károlyi kertben lett felállítva. 1952-ben az úttörők fémgyűjtő akciójuk során a kápolna kupolájának réz borítását leszedték. Az épületet többször kifosztották, tönkretették. Az OMF támogatásával 1975-ben felújították. Állaga erősen romlott. Nem látogatható műemlék.